# SC Gooiland in het seizoen 1965/66
Het seizoen 1965/1966 was het 11e jaar in het bestaan van de Hilversumse betaaldvoetbalclub SC Gooiland. Voorafgaand aan het seizoen ging de proftak van de club verder onder de naam SC Gooiland. De club kwam uit in de Tweede divisie A en eindigde daarin op de 13e plaats. Tevens deed de club mee aan het toernooi om de KNVB beker, hierin werd de club in de groepsfase uitgeschakeld.

## Wedstrijdstatistieken

### Tweede divisie A
|       | AGOVV | De Graafschap | Heerenveen | Hilversum | HVC   | PEC   | Tubantia | Veendam | Vitesse | Wageningen | FC Zaanstreek | ZFC   | Zwartemeer | Zwolsche Boys |
| ----- | ----- | ------------- | ---------- | --------- | ----- | ----- | -------- | ------- | ------- | ---------- | ------------- | ----- | ---------- | ------------- |
| Thuis | 4 – 1 | 0 – 1         | 5 – 1      | 1 – 1     | 1 – 1 | 1 – 1 | 1 – 1    | 2 – 2   | 0 – 2   | 0 – 1      | 1 – 1         | 0 – 4 | 3 – 3      | 0 – 2         |
| Uit   | 3 – 1 | 4 – 1         | 1 – 0      | 2 – 2     | 0 – 0 | 6 – 2 | 2 – 0    | 1 – 1   | 5 – 1   | 3 – 4      | 1 – 1         | 2 – 1 | 1 – 1      | 1 – 0         |

### KNVB beker
| Groepsfase                                               | Velox | 5 – 1 (3 – 1)  | SC Gooiland                          |
| 19 september 1965 Plaats: Utrecht Koningsweg             | Cees Sluijk 25' (pen.), 38' Co Alflen 26', 57', 65'                                                                      |                | 14' (pen.) Cees Kick                 |
| Groepsfase                                               | SC Gooiland | 0 – 1 (0 – 1)  | Hilversum                            |
| 7 november 1965 Plaats: Hilversum Gemeentelijk Sportpark | |                | 22' Peter Wiskie                     |
| Groepsfase                                               | DOS | 12 – 2 (3 – 2) | SC Gooiland                          |
| 2 januari 1966 Plaats: Utrecht Galgenwaard               | Tonny van der Linden 15', 34', 50', 57', 64', 68', 85' Henk Wery 44', 86' Dick Weijman 74' Rini Block 83' Leo Kuhnen 89' |                | 11' Ger Farenhorst 34' Cor Kriekaard |

## Statistieken SC Gooiland 1965/1966

### Eindstand SC Gooiland in de Nederlandse Tweede divisie A 1965 / 1966
| Stand | Gespeeld | Gewonnen | Gelijk | Verloren | Punten | Doelpunten voor | Doelpunten tegen |
| ----- | -------- | -------- | ------ | -------- | ------ | --------------- | ---------------- |
| 13e   | 28       | 3        | 12     | 13       | 18     | 34              | 54               |

### Topscorers
| #      | Naam                   | Goal |
| ------ | ---------------------- | ---- |
| 1.     | Jan van Berkel         | 8    |
| 2.     | Ger Farenhorst         | 7    |
| 3.     | Ted Immers             | 6    |
| 3.     | Cor Kriekaard          | 6    |
| 5.     | Bas Brouwer            | 2    |
| 5.     | Humphrey Mijnals       | 2    |
| 7.     | Cees Kick              | 1    |
| 7.     | Leo Ruiters            | 1    |
| 7.     | Bertus van der Straten | 1    |
| Totaal | Totaal                 | 34   |

| #      | Naam           | Goal |
| ------ | -------------- | ---- |
| 1.     | Ger Farenhorst | 1    |
| 1.     | Cees Kick      | 1    |
| 1.     | Cor Kriekaard  | 1    |
| Totaal | Totaal         | 3    |